# Halowe Mistrzostwa Polski Seniorów w Lekkoatletyce 2006
47. Halowe Mistrzostwa Polski Seniorów w Lekkoatletyce – zawody sportowe, które rozegrano 25 i 26 lutego 2006 w Spale, w hali Ośrodka Przygotowań Olimpijskich.

## Rezultaty

### Mężczyźni
| Konkurencja:              | 1. miejsce                            | Rezultat | 2. miejsce                           | Rezultat | 3. miejsce                            | Rezultat |
| Bieg na 60 m              | Dariusz Kuć Wawel Kraków              | 6,67     | Marcin Jędrusiński AZS Poznań        | 6,71     | Marcin Nowak AZS-AWF Kraków           | 6,73     |
| Bieg na 200 m             | Daniel Dąbrowski AZS Łódź             | 21,07    | Marcin Jędrusiński AZS Poznań        | 21,08    | Marcin Nowak AZS-AWF Kraków           | 21,49    |
| Bieg na 400 m             | Marcin Marciniszyn Śląsk Wrocław      | 46,64    | Piotr Klimczak AZS-AWF Kraków        | 47,24    | Piotr Kędzia AZS Łódź                 | 47,75    |
| Bieg na 800 m             | Grzegorz Krzosek RLTL ZTE Radom       | 1:50,29  | Michał Podolak AZS-UWM Olsztyn       | 1:52,27  | Adrian Otoliński Truso Elbląg         | 1:52,30  |
| Bieg na 1500 m            | Ireneusz Sekretarski Vectra Włocławek | 3:43,07  | Rafał Snochowski Wawel Kraków        | 3:43,92  | Piotr Krupa Ostrowianka               | 3:47,57  |
| Bieg na 3000 m            | Yared Shegumo Polonia Warszawa        | 8:03,52  | Łukasz Parszczyński Polonia Warszawa | 8:03,63  | Rafał Snochowski Wawel Kraków         | 8:07,53  |
| Bieg na 60 m przez płotki | Tomasz Ścigaczewski AZS Poznań        | 7,70     | Artur Kohutek Zawisza Bydgoszcz      | 7,90     | Mariusz Kubaszewski Zawisza Bydgoszcz | 7,93     |
| Chód na 5000 m            | Grzegorz Sudoł AZS-AWF Kraków         | 19:04,24 | Benjamin Kuciński AZS-AWF Katowice   | 19:22,38 | Kamil Kalka AZS-AWF Warszawa          | 19:30,34 |
| Skok wzwyż                | Robert Wolski MKLA Łęczyca            | 2,28     | Aleksander Waleriańczyk Wawel Kraków | 2,24     | Wojciech Theiner Pogoń Ruda Śląska    | 2,22     |
| Skok o tyczce             | Przemysław Czerwiński MKL Szczecin    | 5,60     | Krzysztof Skrzyński OST Gdańsk       | 5,15     | Jakub Pewiński SKLA Sopot             | 4,85     |
| Skok w dal                | Marcin Starzak Wawel Kraków           | 7,74     | Michał Łukasiak AZS-AWF Warszawa     | 7,65     | Przemysław Pochopień AZS-AWF Kraków   | 7,39     |
| Trójskok                  | Paweł Kruhlik AZS-AWF Wrocław         | 16,72    | Robert Michniewski BKS Bydgoszcz     | 16,21    | Konrad Katarzyński AZS-AWF Kraków     | 16,12    |
| Pchnięcie kulą            | Tomasz Majewski AZS-AWF Warszawa      | 20,01    | Jakub Giża Stal Mielec               | 18,78    | Michał Hodun AZS-AWF Biała Podl.      | 18,60    |
| Siedmiobój                | Łukasz Płaczek AZS-AWFiS Gdańsk       | 5591     | Krzysztof Andrzejak BKS Bydgoszcz    | 5471     | Marcin Dróżdż Zawisza Bydgoszcz       | 5435     |

### Kobiety
| Konkurencja:              | 1. miejsce                           | Rezultat | 2. miejsce                           | Rezultat | 3. miejsce                          | Rezultat |
| Bieg na 60 m              | Iwona Brzezińska Warszawianka        | 7,40     | Iwona Dorobisz AZS-AWF Wrocław       | 7,44     | Monika Długa LKS Ziemi Puckiej      | 7,47     |
| Bieg na 200 m             | Monika Bejnar AZS-AWF Warszawa       | 23,55    | Joanna Gabryelewicz AZS-AWF Poznań   | 24,30    | Iwona Dorobisz AZS-AWF Wrocław      | 24,31    |
| Bieg na 400 m             | Małgorzata Pskit AZS-AWF Wrocław     | 54,09    | Anita Hennig AZS-AWF Wrocław         | 54,63    | Jolanta Wójcik AZS-AWF Kraków       | 54,86    |
| Bieg na 800 m             | Ewelina Sętowska AZS-AWF Warszawa    | 2:04,30  | Anna Jakubczak Agros Zamość          | 2:05,82  | Joanna Kuś AZS-AWF Katowice         | 2:07,73  |
| Bieg na 1500 m            | Lidia Chojecka Pogoń Siedlce         | 4:11,78  | Renata Pliś Maraton Świnoujście      | 4:21,98  | Sylwia Ejdys AZS-AWF Wrocław        | 4:26,33  |
| Bieg na 3000 m            | Wioletta Janowska AZS-AWF Kraków     | 9:08,14  | Sylwia Ejdys AZS-AWF Wrocław         | 9:33,56  | Justyna Mudy AZS-AWF Katowice       | 9:38,41  |
| Bieg na 60 m przez płotki | Joanna Kocielnik Orzeł Warszawa      | 8,40     | Kaja Tokarska AZS-AWF Warszawa       | 8,65     | Monika Nabiałek AZS-AWF Wrocław     | 8,82     |
| Chód na 3000 m            | Agnieszka Olesz AZS-AWF Katowice     | 13:31,60 | Agnieszka Dygacz AZS-AWF Katowice    | 13:41,59 | Paulina Buziak Sokół Mielec         | 14:07,53 |
| Skok wzwyż                | Kamila Stepaniuk Podlasie Białystok  | 1,81     | Karolina Gronau AZS-AWF Biała Podl.  | 1,78     | Marta Borkowska AZS-UMCS Lublin     | 1,74     |
| Skok o tyczce             | Monika Pyrek MKL Szczecin            | 4,40     | Róża Kasprzak AZS-AWFiS Gdańsk       | 4,30     | Joanna Piwowarska AZS-AWF Warszawa  | 4,30     |
| Skok w dal                | Małgorzata Trybańska Warszawianka    | 6,45     | Ewelina Wilk Wawel Kraków            | 5,74     | Monika Piotrowska AZS-AWF Warszawa  | 5,68     |
| Trójskok                  | Aneta Sadach Vis Ksawerów            | 13,79    | Aleksandra Fila Start Lublin         | 13,46    | Małgorzata Trybańska Warszawianka   | 13,32    |
| Pchnięcie kulą            | Krystyna Zabawska Podlasie Białystok | 18,02    | Magdalena Sobieszek AZS-AWF Warszawa | 16,84    | Agnieszka Bronisz Płomień Sosnowiec | 16,64    |
| Pięciobój                 | Karolina Tymińska AZS-AWFiS Gdańsk   | 4458     | Beata Lewicka AZS-AWFiS Gdańsk       | 3994     | Olimpia Nowak Kadet Rawicz          | 3685     |